# Renault Rodéo
La Renault Rodéo est un véhicule découvrable tous chemins, conçu par la société ACL et commercialisé par le constructeur français Renault.
Après l'éphémère Plein Air de Sinpar, un cabriolet torpédo construit à partir d'une Renault 4, Renault décide en 1970 de commercialiser dans sa gamme le modèle Rodéo inspiré par le succès de la Citroën Méhari et conçu par les Ateliers de Construction du Livradois (ACL) situés à Arlanc (Puy-de-Dôme), dirigés par Raoul Teilhol.
La Rodéo, née spécialement pour concurrencer la Méhari, est toujours restée dans l'ombre de sa rivale. Sa production a été deux fois moindre.
Les Rodéo possèdent une carrosserie en polyester stratifié, déclinée pour les Rodéo 4 et 6 en versions Évasion (entièrement décapotée), Chantier (poste de conduite seul recouvert d'une capote), Coursière (toit totalement capoté), Artisanale (entièrement fermée avec vitres latérales et deux portes) et Quatre saisons (4 places entièrement fermée avec vitres latérales et deux portes).
La transformation quatre roues motrices Sinpar était disponible en option sur les mêmes Rodéo 4 et 6.
Puisant dans la « banque d'organes » de Renault (4, 5, 6, 14 et Estafette), en matière de mécaniques ou d'accessoires, ces véhicules suivent les aléas de la production de Renault.
En juillet 1976, les Rodéo perdent leur logo ACL et récupèrent la marque Renault apposée à l'arrière ainsi que le losange correspondant sur la calandre, intégrant ainsi à part entière la gamme de ce constructeur.

## Rodéo 4 (1970–1981)
La Rodéo 4 (ou Renault 4 Rodéo) est produite à partir du printemps 1970 jusqu'en août 1981. Elle est construite sur la base de la plateforme de la Renault 4 Fourgonnette équipement pistes et utilise le moteur 845 cm3 de la Renault 6. Au cours du millésime 1976, la Rodéo 4 reçoit une partie arrière identique à la Rodéo 6.

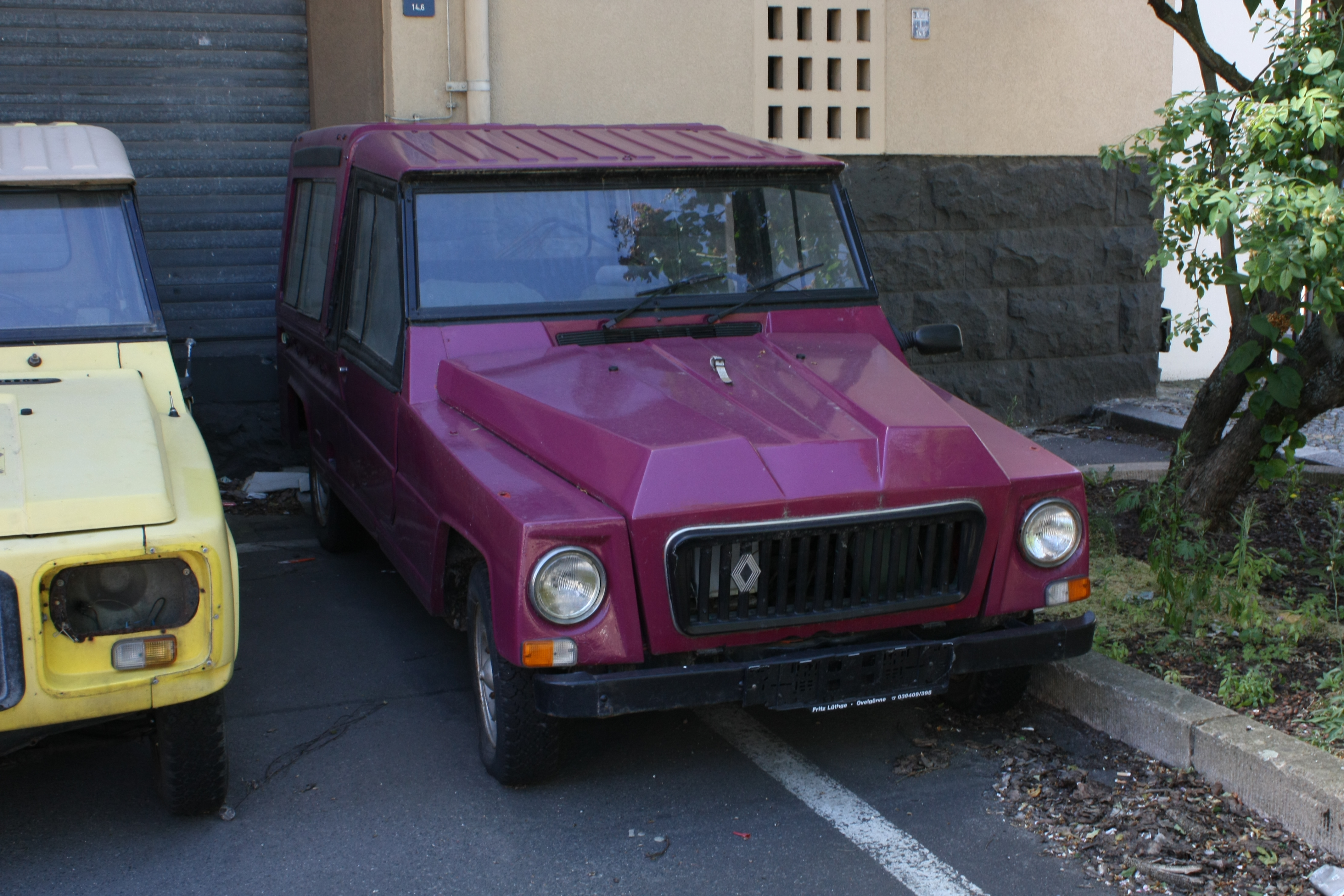
Rodéo 4.

## Rodéo 6 (1972–1981)
La Rodéo 6 (ou Renault 6 Rodéo) est étudiée au départ pour l'armée et lancée en octobre 1972. Ce modèle (type Rodéo 2B) se caractérise par une face avant plus carrée. Il est construit sur la base de la plateforme de la Renault 6 Limousine équipement pistes et utilise le moteur 1 108 cm3 de la 6 TL.
En août 1979, le moteur est remplacé par le 1 289 cm3 issu de la 5 GTL aussi puissant mais fournissant plus de couple. C'est l'occasion également de restyler la face avant (type Rodéo 6 4D) selon une inspiration plus « tout-terrain » avec les feux de la Renault 14 et un renforcement des pare-chocs.

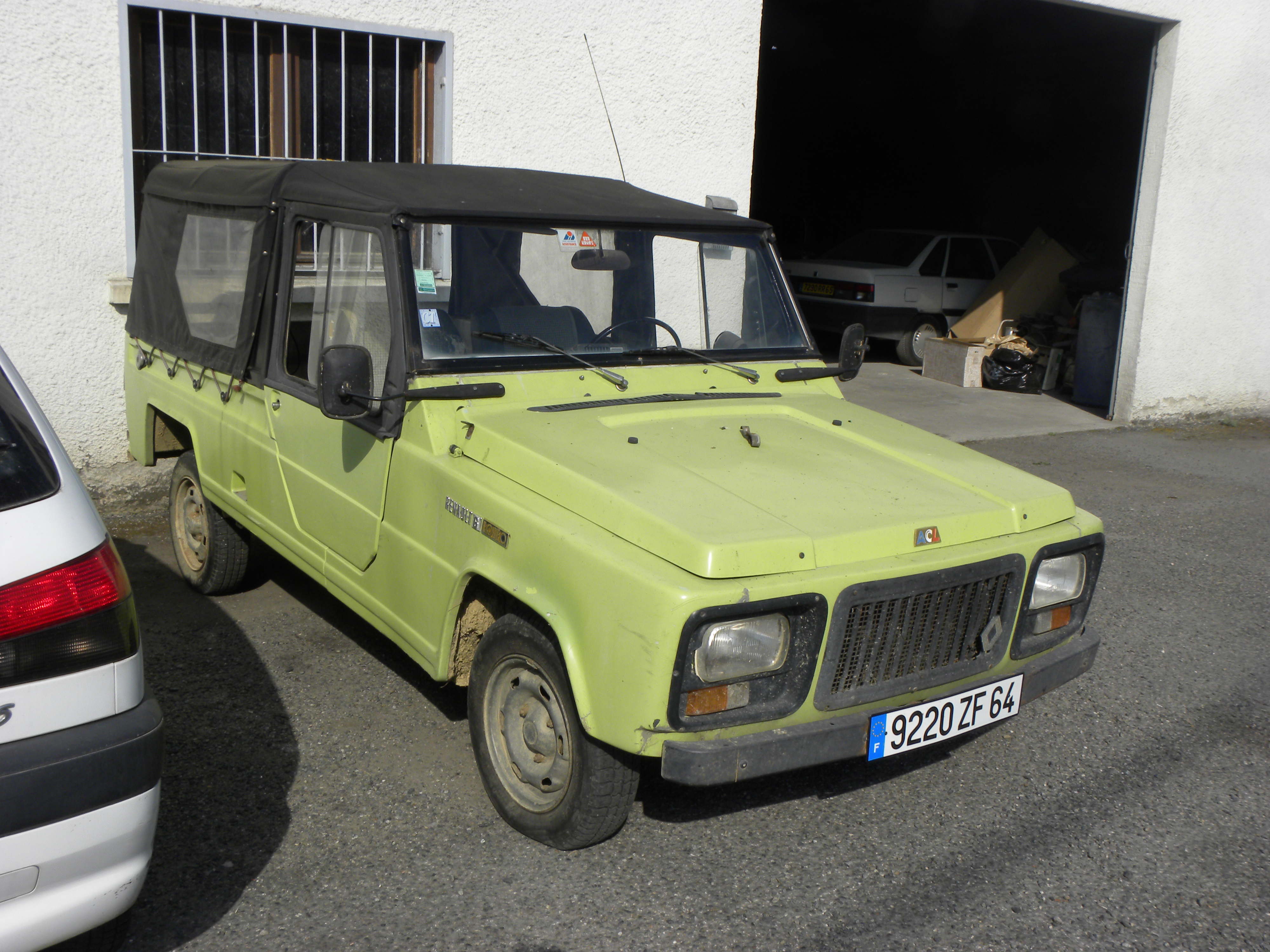
Rodéo 6.
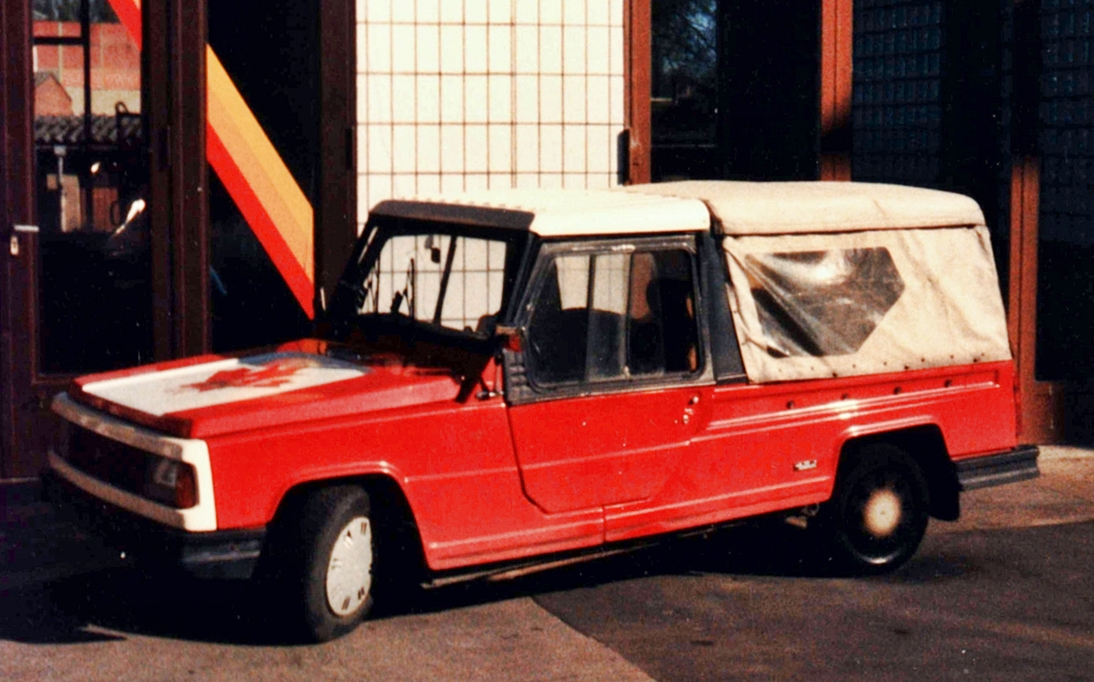
La Rodéo 6 après 1979.

## Rodéo 5 (1981–1986)
À partir de septembre 1981, un nouveau modèle doté d'une carrosserie plus moderne est lancé, la Rodéo 5 (l'appellation est désormais inversée quand on y ajoute le nom Renault). Celui-ci est conçu sur la base de la Renault 4 GTL et dispose de dimensions plus compactes.
Toujours équipé du 1 108 cm3, il est construit par la société Teilhol, nouvelle dénomination d'ACL depuis juillet 1978.
Une série limitée Hoggar avec un pare-buffle a été commercialisée en 1984. La production du modèle a été arrêtée en octobre 1986 : il fut un demi-échec et ne connut ensuite pas de successeur dans la gamme Renault.

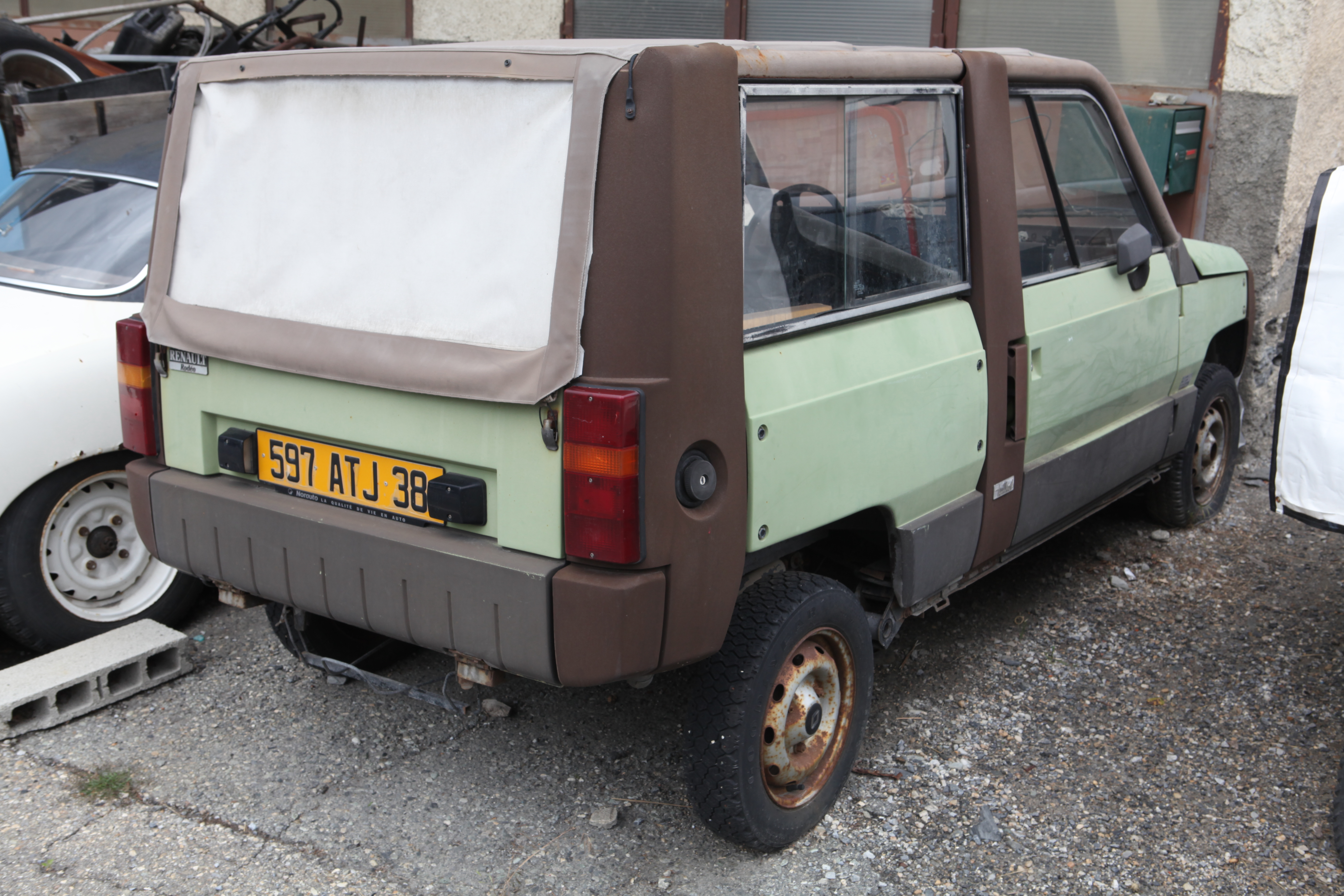
Arrière d'une Rodéo 5.
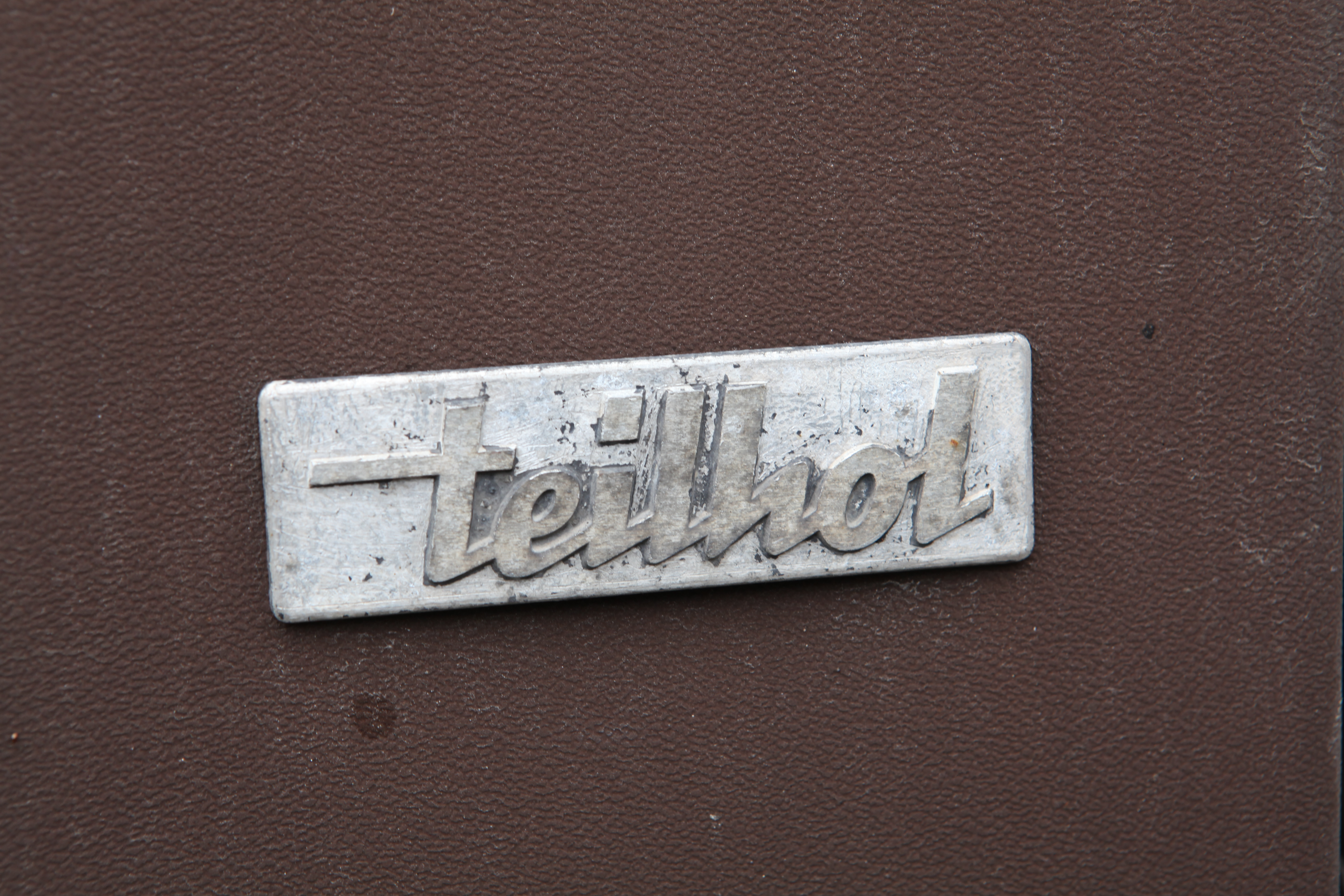
Logo Teilhol (En bas du montant de porte).